# Catàstrofe d'Aberfan
La catàstrofe de Aberfan va ser el col·lapse catastròfic de l'escombrera d'una mina de carbó al poble gal·lès d'Aberfan, prop de Merthyr Tydfil, al sud de Gal·les el 21 d'octubre de 1966, que va tenir com a conseqüència la mort de 144 persones (116 nens i 28 adults). Va ser causada per una acumulació d'aigua en la roca i pedra calcària acumulada, que de sobte va començar a esllavissar-se en forma de fang.
Més de 40.000 metres cúbics d'enderrocs va cobrir el poble en qüestió de minuts, i les aules del Col·legi Pantglas Junior es van inundar immediatament, per la qual cosa els nens petits i els mestres van morir per impacte o asfíxia. Es van fer grans esforços de rescat, però la gran quantitat de fang que s'amuntegava al poble tendia a obstaculitzar el treball dels equips de rescat formats.
La recerca oficial va culpar a la Junta Nacional del Carbó per negligència extrema, i al seu President per fer declaracions enganyoses. El parlament britànic aviat aprovaria una nova legislació sobre la seguretat pública en relació amb les mines i pedreres.